# 比廖尔纳泰卡斯特罗
比廖尔纳泰卡斯特罗，是西班牙卡斯蒂利亚-莱昂莱昂省的一个市镇。 总面积48平方公里，总人口502人（001年），人口密度10人/平方公里。